# VOCALIST & BALLADE BEST
『VOCALIST & BALLADE BEST』（ヴォーカリスト アンド バラード ベスト）は、德永英明の12作目のベスト・アルバム。

## 概要
VOCALISTシリーズ・自身のバラード曲から選曲したベスト・アルバム。世界25か国でも配信された。
初回盤A,B,初回生産限定プライス盤（3000円）,通常盤の4種類で発売。初回盤A,BはそれぞれDVD付。更に初回盤Aは25th Anniversaryスペシャルブックレットも同梱されている。
「BALLADE BEST（Disc2）」は、本作のために既発楽曲3曲をセルフカバーしている。
その中で「壊れかけのRadio 〜25th Anniversary Track〜」はミュージック・ビデオが制作され著名人が登場している。出演者は以下の通り。
- 若槻千夏
- ビビる大木
- 嶋大輔
- ナイツ
- 松尾陽介（ザブングル）
- 中島裕之（埼玉西武ライオンズ）
- ラモス瑠偉
- 秋山莉奈
- 小出ミカ
- 白木あゆみ

## 収録曲
| 全編曲: 坂本昌之。 |                                                                          |                       |                |
| #                  | タイトル                                                                 | 作詞                  | 作曲           |
| 1.                 | 「時代」                                                                 | 中島みゆき            | 中島みゆき     |
| 2.                 | 「雪の華」                                                               | Satomi                | 松本良喜       |
| 3.                 | 「恋におちて -Fall in Love-」                                            | 湯川れい子            | 小林明子       |
| 4.                 | 「時の流れに身をまかせ」                                                 | 荒木とよひさ          | 三木たかし     |
| 5.                 | 「卒業写真」                                                             | 荒井由実              | 荒井由実       |
| 6.                 | 「PRIDE」                                                                | 布袋寅泰              | 布袋寅泰       |
| 7.                 | 「元気を出して」                                                         | 竹内まりや            | 竹内まりや     |
| 8.                 | 「セーラー服と機関銃」                                                   | 来生えつこ            | 来生たかお     |
| 9.                 | 「LOVE LOVE LOVE」                                                       | 吉田美和              | 中村正人       |
| 10.                | 「なごり雪」                                                             | 伊勢正三              | 伊勢正三       |
| 11.                | 「CAN YOU CELEBRATE?」                                                   | 小室哲哉              | 小室哲哉       |
| 12.                | 「赤いスイートピー」                                                     | 松本隆                | 呉田軽穂       |
| 13.                | 「ハナミズキ」                                                           | 一青窈                | マシコタツロウ |
| 14.                | 「いい日旅立ち」                                                         | 谷村新司              | 谷村新司       |
| 15.                | 「やさしさで溢れるように」                                               | 小倉しんこう 亀田誠治 | 小倉しんこう   |
| 16.                | 「世界中の誰よりきっと」(全日本空輸「世界は、ひとつになれる。」CMソング) | 上杉昇 中山美穂       | 織田哲郎       |

| 全作曲: 德永英明（注記を除く）。 |                                                                  |            |                        |          |
| #                                | タイトル                                                         | 作詞       | 作曲・編曲             | 編曲     |
| 1.                               | 「レイニー ブルー 〜25th Anniversary Track〜」                   | 大木誠     | 德永英明（注記を除く） | 武部聡志 |
| 2.                               | 「輝きながら… 〜25th Anniversary Track〜」(作曲：鈴木キサブロー) | 大津あきら | 德永英明（注記を除く） | 坂本昌之 |
| 3.                               | 「黄昏を止めて」                                                 | 山田ひろし | 德永英明（注記を除く） | 坂本昌之 |
| 4.                               | 「最後の言い訳」                                                 | 麻生圭子   | 德永英明（注記を除く） | 瀬尾一三 |
| 5.                               | 「君をつれて」                                                   | 山田ひろし | 德永英明（注記を除く） | 西脇辰弥 |
| 6.                               | 「僕のそばに」                                                   | 徳永英明   | 德永英明（注記を除く） | 国吉良一 |
| 7.                               | 「LOVE IS ALL」                                                  | 德永英明   | 德永英明（注記を除く） | 佐藤準   |
| 8.                               | 「抱きしめてあげる」                                             | 山田ひろし | 德永英明（注記を除く） | 坂本昌之 |
| 9.                               | 「青い契り」                                                     | 德永英明   | 德永英明（注記を除く） | 瀬尾一三 |
| 10.                              | 「太陽がいっぱい」                                               | 山田ひろし | 德永英明（注記を除く） | 国吉良一 |
| 11.                              | 「君の青」                                                       | 篠原仁志   | 德永英明（注記を除く） | 瀬尾一三 |
| 12.                              | 「永遠の果てに（セルフカヴァー ver.）」                          | 山田ひろし | 德永英明（注記を除く） | 西脇辰弥 |
| 13.                              | 「春の雪」                                                       | 徳永英明   | 德永英明（注記を除く） | 坂本昌之 |
| 14.                              | 「壊れかけのRadio 〜25th Anniversary Track〜」                   | 德永英明   | 德永英明（注記を除く） | 瀬尾一三 |

ビデオクリップ集DVD
| #   | タイトル                                       | 作詞                  | 作曲           | 編曲     |
| --- | ---------------------------------------------- | --------------------- | -------------- | -------- |
| 1.  | 「時代」                                       | 中島みゆき            | 中島みゆき     | 坂本昌之 |
| 2.  | 「卒業写真」                                   | 荒井由実              | 荒井由実       | 坂本昌之 |
| 3.  | 「雪の華」                                     | Satomi                | 松本良喜       | 坂本昌之 |
| 4.  | 「恋におちて -Fall in Love-」                  | 湯川れい子            | 小林明子       | 坂本昌之 |
| 5.  | 「時の流れに身をまかせ」                       | 荒木とよひさ          | 三木たかし     | 坂本昌之 |
| 6.  | 「赤いスイートピー」                           | 松本隆                | 呉田軽穂       | 坂本昌之 |
| 7.  | 「やさしさで溢れるように」                     | 小倉しんこう 亀田誠治 | 小倉しんこう   | 坂本昌之 |
| 8.  | 「輝きながら…」                                | 大津あきら            | 鈴木キサブロー | 川村栄二 |
| 9.  | 「最後の言い訳」                               | 麻生圭子              | 徳永英明       | 瀬尾一三 |
| 10. | 「君の青」                                     | 篠原仁志              | 徳永英明       | 瀬尾一三 |
| 11. | 「LOVE IS ALL」                                | 徳永英明              | 徳永英明       | 佐藤準   |
| 12. | 「僕のそばに」                                 | 徳永英明              | 徳永英明       | 国吉良一 |
| 13. | 「永遠の果てに」                               | 山田ひろし            | 徳永英明       | 国吉良一 |
| 14. | 「青い契り」                                   | 徳永英明              | 徳永英明       | 瀬尾一三 |
| 15. | 「君をつれて」                                 | 山田ひろし            | 徳永英明       | 西脇辰弥 |
| 16. | 「抱きしめてあげる」                           | 山田ひろし            | 徳永英明       | 坂本昌之 |
| 17. | 「春の雪」                                     | 徳永英明              | 徳永英明       | 坂本昌之 |
| 18. | 「レイニー ブルー ～25th Anniversary Track～」 | 大木誠                | 徳永英明       | 武部聡志 |
| 19. | 「黄昏を止めて」                               | 山田ひろし            | 徳永英明       | 坂本昌之 |
| 20. | 「壊れかけのRadio ～25th Anniversary Track～」 | 徳永英明              | 徳永英明       | 瀬尾一三 |

| #  | タイトル                                       | 作詞       | 作曲     | 編曲     |
| -- | ---------------------------------------------- | ---------- | -------- | -------- |
| 1. | 「春の雪」                                     | 德永英明   | 德永英明 | 坂本昌之 |
| 2. | 「レイニー ブルー ～25th Anniversary Track～」 | 大木誠     | 德永英明 | 武部聡志 |
| 3. | 「黄昏を止めて」                               | 山田ひろし | 德永英明 | 坂本昌之 |
| 4. | 「壊れかけのRadio ～25th Anniversary Track～」 | 德永英明   | 德永英明 | 瀬尾一三 |